# Consumo específico
El consumo específico indica la eficiencia que tiene un motor para transformar carburante en energía mecánica, y se expresa como la cantidad de carburante que hay que consumir (en gramos) para obtener una determinada potencia en kilovatios (kW), durante una hora (g/kWh). Estos datos se pueden tener en g/CVh, dividiendo las cantidades anteriores por 1,36.
- Datos: Q5784908